# Дьявольская арифметика
«Дьявольская арифметика» (англ. The Devil's Arithmetic) — телефильм производства США, снятый кинорежиссёром Донной Дейтч в 1999 году, по одноимённой новелле американской писательницы Джейн Йолен.

## Сюжет
Фильм начинается с выступления одного из продюсеров фильма — Дастина Хоффмана, который представляет фильм, говоря о недопустимости предания забвению трагедии Холокоста.
Ханна Штерн, современная американская девушка-тинэйджер, из состоятельной еврейской семьи, стоит в тату-салоне и наблюдает, как подружки делают себе татуировки. Но себе она ничего пока не сделала, так как спешила домой, чтобы с семьёй поехать к своей тётушке Еве и родственникам на празднование Песаха. Ей это неинтересно. К сожалению, приходится надеть скромное платье, ехать к многочисленным родственникам и участвовать в застолье. Как обычно, тётя Ева, увидев Ханну, принялась восхищаться, как она всё больше похожа на «Неё». Правда, непонятно, на кого так похожа Ханна — тётушка, как обычно, уклоняется от прямого ответа. Ханна не очень хорошо знает и не особо интересуется прошлым своего народа, поэтому на празднике она чувствует себя странно и неловко. При подготовке к празднику, когда родственники омывали руки, Ханна замечает, что у некоторых из её пожилых родственников есть старые татуировки с цифрами. Ханна не знает, что такое Холокост, кроме некоторых фактов из уроков по истории. Зажигание свечей, преломление мацы, молитвы и притчи из торы… Как это старомодно и скучно! Она не смогла прочесть положенный ей отрывок из торы, который за неё прочёл отец. Во время испития вина Ханна глотает его большими глотками, и хмель ударяет ей в голову. На вопрос родственника, согласно обряду: «Кто откроет дверь и впустит пророка Илию?», тётушка Ева отвечает, что в этом году её откроет Ханна. Приходится подчиниться. Под пение молитвы Ханна открывает дверь из комнаты, выходит в коридор и оказывается, сама того не осознавая, в далёком прошлом.
Какие-то девушки, на вопрос, где она и где её родители, сообщают ей, что её родители умерли от лихорадки, что они её родственники — тётя Мина и кузина Ривка. Сама Ханна долго болела, но выжила, правда, память ей часто отказывает, по мнению её новых родственников. Они находятся в польском городе Янув, куда Ханна с родителями приехала из Люблина. Ривка ведёт Ханну на прогулку, они заходят сделать снимок к фотографу и бегут на соседскую свадьбу. Однако празднование свадьбы прерывают въехавшие в городок солдаты вермахта. Так Ханна понимает, что она попала в октябрь 1941 года.
Всех, кто был на праздновании свадьбы, нацисты вывозят в концлагерь. Ханна проходит через все ужасы концлагеря: клеймение, унижение, непосильная работа, постоянная угроза быть застреленной, голод… Там же проходит и то, что можно назвать первой любовью. Правда, парень, который добивался её расположения, погибает на виселице за попытку побега. Ханна замечает, что происходящее с ней в концлагере как-то связано с рассказами её родственников, что остались в будущем, но она плохо помнит эти рассказы, так как слушала их невнимательно. Однажды, когда за работой заключённых наблюдал комендант лагеря, Ханна заступается за Ривку, так как та больна, и вместе с некоторыми заключёнными которых выбрал комендант, идёт в какой-то барак, где всех заставляют раздеться и после загоняют в какое-то помещение. Вдруг из окошек на потолке помещения на людей стал сыпаться какой-то порошок, и, задыхаясь, Ханна понимает, что она попала в газовую камеру.
Ханна приходит в себя, лёжа на кровати у тётушки Евы. По мнению родни, Ханна слишком много выпила вина и её сморил сон. Но она уверена, что всё было наяву. Ханна, чувствуя связь между произошедшим и настоящим, вдруг называет тётю Еву Ривкой, что на тётушку оказывает очень сильное впечатление. И, наконец, Ханна понимает, что тётушкина кузина в концлагере спасла её от смерти, пойдя в газовую камеру вместо неё. Ту кузину звали Ханной, и в честь неё и назвали главную героиню фильма. А Ривка после войны оказывается в Америке и берёт себе имя Ева. Празднование Песаха продолжается. Но Ханна уже не сторонний участник. Теперь ей ясно, что настоящее основано на прошлом, которое забывать нельзя, и она вместе со всеми радостно поёт застольную песню.

## О фильме
Фильм снимался в Вильнюсе. Выбор города не был случайным: во-первых, улочки старого города очень похожи на типичный средневековый город центральной Европы. Во-вторых, Вильнюс, перед началом Второй мировой войны, был одним из центром мирового еврейства, и, неофициально, назывался «Вторым (или литовским) Иерусалимом». К концу Второй мировой войны из приблизительно 250000 жителей-евреев Литвы осталось в живых не более 10 процентов. Эпизод свадьбы снимался в нескольких десятках метров от того места, где стояла древняя большая синагога, сожжённая немецкими войсками, и сцена горящей синагоги в фильме очень символична.
Для съёмок эпизодов в концлагере, в окрестностях города были построены декорации, которыми попытались воссоздать обстановку в лагере «Освенцим».

## В ролях
| Актёр                    | Роль                        |
| ------------------------ | --------------------------- |
| Кирстен Данст            | Ханна Абрамович/Ханна Штерн |
| Бриттани Мёрфи           | Ривка                       |
| Пол Фримен               | ребе                        |
| Мими Роджерс             | Элеонора Штерн              |
| Луиза Флетчер            | тётушка Ева                 |
| Дэниел Броклбэнк         | Шмуэль                      |
| Лило Баур                | Мина                        |
| Ницзан Шарон             | Ариэль                      |
| Шелли Скандрани          | Лия                         |
| Филип Рхам               | комендант Кригер            |
| Даниэль Рауш             | сержант Стейнбах            |
| Кристи МакФарланд        | Йетта                       |
| Полина Соловейчик        | Сара                        |
| Рэйчел Родди             | Эстер                       |
| Стюарт Бик               | Бертон Стерн                |
| Вайдотас Мартинайтис     | Ганс                        |
| Инга Туминеин            | Ингрид                      |
| Нийоле Нармонтайте       | Хедвиг                      |
| Леонардас Победоносцевас | Исаак                       |
| Ева Яцкявичюте           | Мириам                      |
| Ава Финч                 | Ализа                       |
| Катерина Скорсоне        | Джессика                    |
| Луис Негин               | дядя Моррис                 |